# Elezioni legislative in Francia del 2024
Le elezioni legislative in Francia del 2024 si sono tenute il 30 giugno (I turno) ed il 7 luglio (II turno) per il rinnovo dell’Assemblea nazionale, la camera bassa del Parlamento francese.
Esse sono state indette in anticipo rispetto alla scadenza naturale della legislatura, prevista per il 2027, su volere dello stesso Presidente della Repubblica Emmanuel Macron, in seguito al risultato sotto le aspettative della sua coalizione di governo (Ensemble) alle elezioni europee dello stesso anno.
La tornata elettorale, divisa in due turni, ha inizialmente visto, come anche anticipato dai sondaggi, un importante primo posto per il Rassemblement National - Unione dell’Estrema Destra (RN-UXD, che include una parte dei Repubblicani guidati da Éric Ciotti), il quale è così riuscito ad eleggere sin da subito 38 seggi (pari a oltre il 40% dell'intera delegazione del RN nella precedente legislatura). Da qui, la concreta possibilità che il RN potesse conseguire la maggioranza assoluta dell'Assemblea, tuttavia, ha determinato un forte movimento nel resto del panorama politico francese, specie della coalizione di sinistra Nuovo Fronte Popolare (NFP), giunta inizialmente seconda, e della maggioranza presidenziale di Ensemble (ENS), giunta solamente terza e ben lontano da una posizione rilevante, facendo sì che questo ampio schieramento ponesse in essere una strategia nota come desistenza, optando per il secondo turno - nei soli collegi in cui erano presenti triangolari e quadrangolari - per il ritiro di più di 200 candidati giunti terzi e quarti, al fine di convogliare il voto d’opposizione su un singolo candidato. La strategia, rivelatasi in ultima istanza vincente, ha così portato al secondo turno ad un ribaltamento completo della situazione, per la prima volta nella storia della Quinta Repubblica, ed alla vittoria definitiva del Nuovo Fronte Popolare, giunto primo per numero di scranni, e della maggioranza presidenziale di Ensemble, giunta alla fine seconda. Per contro, il Rassemblement National - Unione dell’Estrema Destra, pur avendo eletto 142 deputati, il massimo numero della sua storia, si è classificato solo terzo rispetto alle altre due coalizioni.
In definitiva, dunque, l’elezione ha complessivamente determinato una complicata situazione di stallo politico, dato che nessuna delle coalizioni ha conseguito la maggioranza assoluta e l'Assemblea è risultata quasi perfettamente divisa in tre blocchi ideologici, situazione pressoché inedita nel panorama politico francese, rendendo così ancor più tortuosa la formazione di un esecutivo e l’attuazione delle funzioni costituzionali.

## Sistema elettorale
Per le elezioni parlamentari, la legge elettorale francese prevede l’applicazione di un sistema uninominale maggioritario a doppio turno in 577 collegi uninominali. In tal senso, dunque, per essere eletto al primo turno, un candidato deve ottenere la maggioranza assoluta dei voti validi, purché sia pari ad almeno il 25% degli elettori iscritti alle liste del collegio. 
Qualora ciò non accada, secondo la legge, accedono ad un ulteriore turno di votazione i primi due classificati e, in ogni caso, tutti i candidati che abbiano ottenuto almeno il 12,5% dei voti tra gli elettori iscritti alle liste del collegio. È dunque possibile, in queste circostanze, che avvenga un ballottaggio a tre o a quattro candidati, chiamati rispettivamente “triangolari” e “quadrangolari” in gergo mediatico e politico francese. 
L'affluenza è, dunque, fondamentale: Quando è alta, c'è maggiore probabilità di ballottaggi a tre o a quattro, abbassandosi nei fatti la difficoltà di raggiungere la soglia, mentre se è invece bassa, essa si alza sempre più e i triangolari (ma soprattutto i quadrangolari) diventano meno frequenti se non, addirittura, assenti.
Infine, in caso di parità, la legge prevede l’elezione del candidato più anziano.

## Risultati
| Liste          | Liste                                                                 | Primo turno | Primo turno | Primo turno | Secondo turno | Secondo turno | Secondo turno | Totale seggi |
| Liste          | Liste                                                                 | Voti        | %           | Seggi       | Voti          | %             | Seggi         | Totale seggi |
| -------------- | --------------------------------------------------------------------- | ----------- | ----------- | ----------- | ------------- | ------------- | ------------- | ------------ |
|                | Nuovo Fronte Popolare (NFP-UG)                                        | 8 995 226   | 28,06       | 32          | 7 004 725     | 25,68         | 146           | 178          |
|                | Ensemble (ENS)                                                        | 6 425 707   | 20,04       | 2           | 6 313 808     | 23,14         | 148           | 150          |
|                | Rassemblement National — Unione dell'Estrema Destra (RN-UXD)          | 10 647 914  | 33,21       | 38          | 10 109 044    | 37,06         | 104           | 142          |
|                | I Repubblicani (LR)                                                   | 2 106 166   | 6,57        | 1           | 1 474 650     | 5,41          | 38            | 39           |
|                | Divers droite (DVD)                                                   | 1 154 785   | 3,60        | 2           | 980 818       | 3,60          | 25            | 27           |
|                | Divers gauche (DVG)                                                   | 490 898     | 1,53        | —           | 401 063       | 1,47          | 12            | 12           |
|                | Regionalisti (REG)                                                    | 310 727     | 0,97        | —           | 288 202       | 1,06          | 9             | 9            |
|                | Divers centre (DVC)                                                   | 391 423     | 1,22        | —           | 177 167       | 0,65          | 6             | 6            |
|                | Horizons (HOR) (in forma esterna alla coalizione)                     | 231 667     | 0,72        | —           | 258 139       | 0,95          | 6             | 6            |
|                | Unione dei Democratici e degli Indipendenti (UDI)                     | 163 072     | 0,51        | —           | 119 672       | 0,44          | 3             | 3            |
|                | Partito Socialista (SOC) (in forma esterna alla coalizione)           | 29 242      | 0,09        | —           | 26 343        | 0,10          | 2             | 2            |
|                | Ecologisti (ECO)                                                      | 182 478     | 0,57        | —           | 37 808        | 0,14          | 1             | 1            |
|                | Divers (DIV)                                                          | 142 871     | 0,45        | —           | 38 025        | 0,14          | 1             | 1            |
|                | Estrema destra (EXD)                                                  | 59 679      | 0,19        | 1           | 23 217        | 0,09          | —             | 1            |
|                | Estrema sinistra (EXG)                                                | 366 594     | 1,14        | —           | 0             | 0,00          | —             | —            |
|                | Reconquête! (REC)                                                     | 238 934     | 0,75        | —           | 0             | 0,00          | —             | —            |
|                | Destra sovranista (DSV)                                               | 90 110      | 0,28        | —           | 18 672        | 0,07          | —             | —            |
|                | Partito Radicale di Sinistra (RDG) (in forma esterna alla coalizione) | 12 434      | 0,04        | —           | 0             | 0,00          | —             | —            |
|                | La France Insoumise (FI) (in forma esterna alla coalizione)           | 12 224      | 0,04        | —           | 8 361         | 0,03          | —             | –            |
|                | Partito Comunista Francese (COM) (in forma esterna alla coalizione)   | 3 125       | 0,01        | —           | 0             | 0,00          | —             | —            |
|                | Les Écologistes (VEC) (in forma esterna alla coalizione)              | 2 668       | 0,01        | —           | 0             | 0,00          | —             | —            |
| Totale         | Totale                                                                | 32 057 946  | 100         | 76          | 27 279 713    | 100           | 501           | 577          |
|                |                                                                       |             |             |             |               |               |               |              |
| Schede bianche | Schede bianche                                                        | 582 908     | 1,77        |             | 1 194 970     | 4,14          |               |              |
| Schede nulle   | Schede nulle                                                          | 267 803     | 0,81        |             | 393 076       | 1,36          |               |              |
| Votanti        | Votanti                                                               | 32 908 657  | 66,71       |             | 28 867 759    | 66,63         |               |              |
| Elettori       | Elettori                                                              | 49 332 709  |             |             | 43 328 507    |               |               |              |

Per schieramento politico:
| Riepilogo dei seggi | Riepilogo dei seggi | Riepilogo dei seggi | Riepilogo dei seggi | Riepilogo dei seggi | Riepilogo dei seggi | Riepilogo dei seggi |
| ------------------- | ------------------- | ------------------- | ------------------- | ------------------- | ------------------- | ------------------- |
|                     |                     |                     |                     |                     |                     |                     |
| NFP                 | 178                 |                     |                     | PS                  | 2                   |                     |
| DVG                 | 12                  |                     |                     | ECO                 | 1                   |                     |
| REG                 | 9                   |                     |                     | DIV                 | 1                   |                     |
| ENS                 | 150                 |                     |                     | HOR                 | 6                   |                     |
| DVC                 | 6                   |                     |                     | UDI                 | 3                   |                     |
| LR                  | 39                  |                     |                     | DVD                 | 27                  |                     |
| UXD                 | 17                  |                     |                     | RN                  | 125                 |                     |

Per gruppo parlamentare al momento dell'insediamento della nuova legislatura
| Riepilogo dei seggi | Riepilogo dei seggi | Riepilogo dei seggi | Riepilogo dei seggi | Riepilogo dei seggi | Riepilogo dei seggi | Riepilogo dei seggi |
| ------------------- | ------------------- | ------------------- | ------------------- | ------------------- | ------------------- | ------------------- |
|                     |                     |                     |                     |                     |                     |                     |
| LFI                 | 72                  |                     |                     | GDR                 | 17                  |                     |
| ECO                 | 38                  |                     |                     | SOC                 | 66                  |                     |
| LIOT                | 21                  |                     |                     | EPR                 | 99                  |                     |
| Dem                 | 36                  |                     |                     | HOR                 | 31                  |                     |
| DR                  | 39                  |                     |                     | UDR                 | 16                  |                     |
| RN                  | 126                 |                     |                     | N-I                 | 8                   |                     |